# Kirils Ševeļovs
Kirils Ševeļovs (* 2. Juni 1990 in Riga) ist ein lettischer Fußballspieler. Der Abwehrspieler spielt derzeit bei Skonto Riga in der lettischen Virslīga, sowie für die Lettische U-21 Nationalmannschaft.

## Karriere
Kirils Ševeļovs wurde in Riga geboren, wuchs jedoch in Daugavpils auf, der zweitgrößten Stadt in Lettland. Im Alter von zwölf Jahren trat er dem dortigen FC Ditton Daugavpils bei, der heute als FC Daugava Daugavpils bekannt ist. Bei Daugava debütierte Ševeļovs bereits mit siebzehn in der höchsten lettischen Spielklasse, der Virslīga. Mit dem Verein konnte er im Jahr 2008 den lettischen Pokal gewinnen, als man den FK Ventspils mit 3:0 im Elfmeterschießen schlagen konnte.
Im Jahr 2010 wechselte Ševeļovs zu Beginn der Saison 2010 zum lettischen Rekordmeister Skonto Riga. Er debütierte für Skonto am 5. Spieltag im Auswärtsspiel gegen den SK Blāzma, wobei er in der Startelf stand. Das Spiel wurde mit 3:1 gewonnen. In den zwei folgenden Spielen, beim 7:0 Schützenfest gegen FK Jaunība Riga und dem 0:0 gegen Liepājas Metalurgs, spielte er ebenfalls von Beginn. In den restlichen Saisonspielen wurde er meist eingewechselt. Am Saisonende konnte er mit dem Hauptstadtklub die Meisterschaft gewinnen.
In der Saison 2011 kam er beim amtierenden Meister gleich am 1. Spieltag gegen den FB Gulbene zum Einsatz. Das Spiel wurde am Ende mit 2:1 gegen den Liganeuling gewonnen.

## Nationalmannschaft
Für Lettland spielt der Defensivspieler seit der U-19. Mit dieser Auswahl nahm er an der Qualifikation zur U-19-Fußball-Europameisterschaft 2009 in der Ukraine teil, die in Frankreich ausgetragen wurde. Außerdem kam er bei einigen Freundschaftsspielen der Junioren-Nationalmannschaft zum Einsatz, wie gegen Estland im April 2009.
Für Lettlands U-21 wurde Ševeļovs zum ersten Mal für das Freundschaftsspiel gegen Litauens U-21 Auswahl im März 2011 eingeladen.

## Erfolge
- Lettischer Pokalsieger: 2008
- Lettischer Meister: 2010
- Baltic League: 2010/11